# George Chiriac
Pas d'image ? Cliquez ici

a Compétitions nationales et continentales officielles uniquement.

b Matchs officiels uniquement.
Dernière mise à jour le 13 janvier 2025.
George Chiriac, né le 30 octobre 1979 à Bârlad (Roumanie), est un joueur de rugby à XV roumain. Il a joué avec l'équipe de Roumanie de 2001 à 2003, évoluant au poste de troisième ligne aile (1,91 m pour 100 kg).

## Statistiques en équipe nationale
- 20 sélections avec la Roumanie
- 10 points marqués (2 essais).

Il a disputé quatre matchs de la Coupe du monde 2003.